# Nagia gravipes
Nagia gravipes là một loài bướm đêm trong họ Noctuidae.